# Gethyllis transkarooica
Gethyllis transkarooica är en amaryllisväxtart som beskrevs av D.Müll.-doblies. Gethyllis transkarooica ingår i släktet Gethyllis och familjen amaryllisväxter. Inga underarter finns listade i Catalogue of Life.